# Programa de proves Apollo-Soiuz
El programa de proves Apollo-Soiuz (Apollo–Soyuz Test Project (ASTP)) en anglès i (rus: Экспериментальный полёт «Союз» — «Аполлон») (Eksperimantalni poliot Soiuz-Apol·lon) fou un vol espacial de juliol del 1975. Fou l'última missió del programa Apollo, el primer vol espacial conjunt dels EUA i l'URSS i l'última missió espacial tripulada dels Estats Units fins al primer vol del transbordador espacial a l'abril del 1981.
Tot i que la missió incloïa experiments científics conjunts i separats (com per exemple un eclipsi artifical del Sol per part de l'Apollo per tal que la Soiuz pogués fotografiar la corona solar) i fou una font d'experiències útils d'enginyeria per a futurs vols espacials conjunts dels EUA i l'URSS, com el programa Shuttle-Mir i l'Estació Espacial Internacional, es tractava d'una missió en gran part simbòlica.
L'ASTP, i la seva memorable encaixada de mans a l'espai, va ser un símbol de la détente entre les dues superpotències durant la Guerra Freda, i en general es considera que marca el final de la cursa espacial, que havia començat el 1957 amb el llançament de l'Sputnik 1 per part de la Unió Soviètica.
Fou l'únic vol de l'astronauta Deke Slayton. Havia estat escollit com un dels Mercury Seven originals a l'abril del 1959 però no se li permeté volar fins al 1972 per motius mèdics.

## Missió i llançament
Els vols Soiuz i Apollo es van llançar a set hores i mitja l'un de l'altre el 15 de juliol de 1975 i van aterrar el 17 de juliol de 1975. Tres hores més tard, els dos comandants de la missió, Stafford i Leonov, van intercanviar la primera encaixada de mans internacional a l'espai per l'escotilla oberta de la Soiuz. La NASA havia calculat que la històrica encaixada de mans s'hauria produït sobre la localitat marítima britànica de Bognor Regis, però un retard va provocar que la seva aparició fos a la ciutat de Metz a França. Durant el primer intercanvi de tripulació, es va llegir una declaració del primer ministre soviètic Leonid Bréjnev i van rebre una trucada telefònica del president dels Estats Units Gerald Ford.
Mentre les dues naus estaven atracades, els tres nord-americans i dos soviètics van dur a terme experiments científics conjunts, van intercanviar banderes i regals (incloses llavors d'arbres que després es van plantar als dos països), van escoltar la música dels altres (els exemples inclouen "Tenderness" de Maia Kristalinskaia). i "Why Can't We Be Friends?" de War. Van signar certificats, visitar la nau dels altres, i van menjar junts i conversant en els idiomes dels altres. A causa de l'accent pronunciat de Stafford quan parlava rus, Leonov va fer broma més tard dient que es parlaven tres idiomes a la missió: rus, anglès i "Oklahomski".També hi va haver maniobres d'acoblament i redocking, durant les quals les dues naus espacials van invertir els papers i el Soiuz es va convertir en el vaixell "actiu".
Científics nord-americans van desenvolupar quatre dels experiments realitzats durant la missió. L'embriòloga Jane Oppenheimer va analitzar els efectes de la ingravidesa en els ous de peix en diverses etapes de desenvolupament.
Després de 44 hores junts, les dues naus es van separar i van maniobrar per utilitzar l'Apollo per crear un eclipsi solar artificial per permetre a la tripulació del Soiuz fes fotografies de la corona solar. Es va fer un altre atracament breu abans que les naus se separessin. Els soviètics van romandre a l'espai dos dies més, i els nord-americans durant cinc, durant els quals la tripulació de l'Apol·lo també va dur a terme experiments d'observació de la Terra.

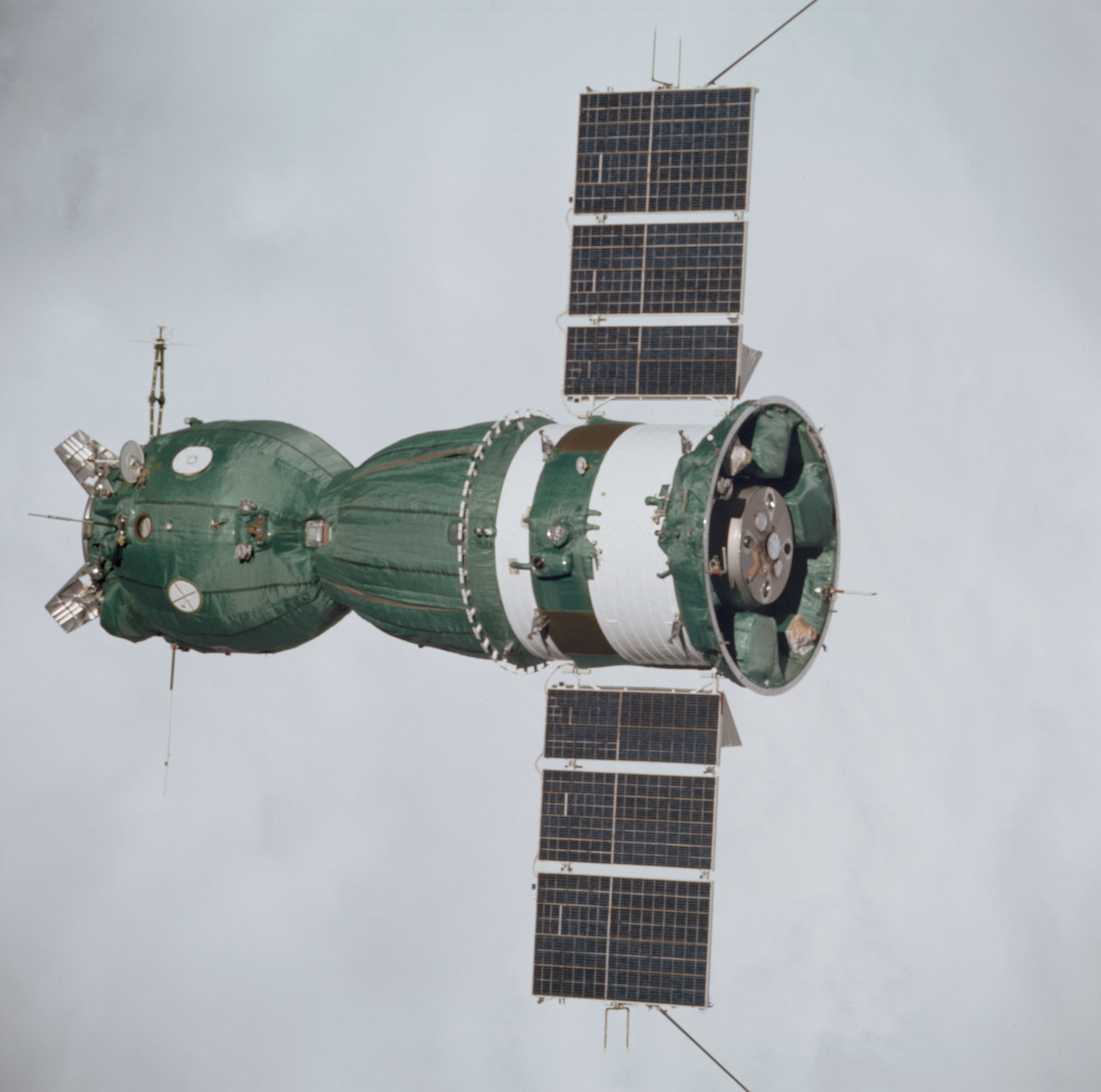
Soiuz 19 vist des de l'Apol·lo
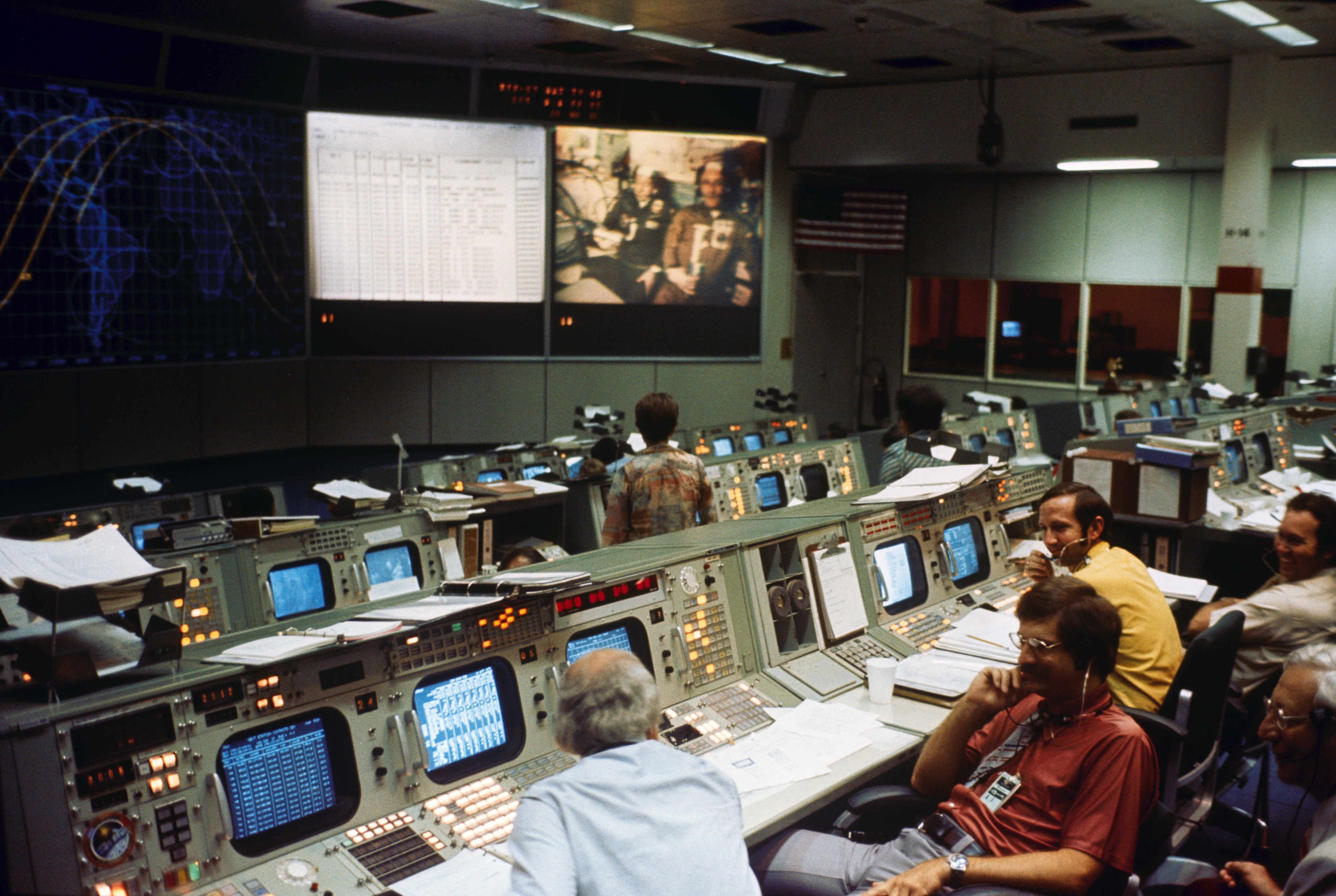
Centre de control a Houston durant la Missió ASTP
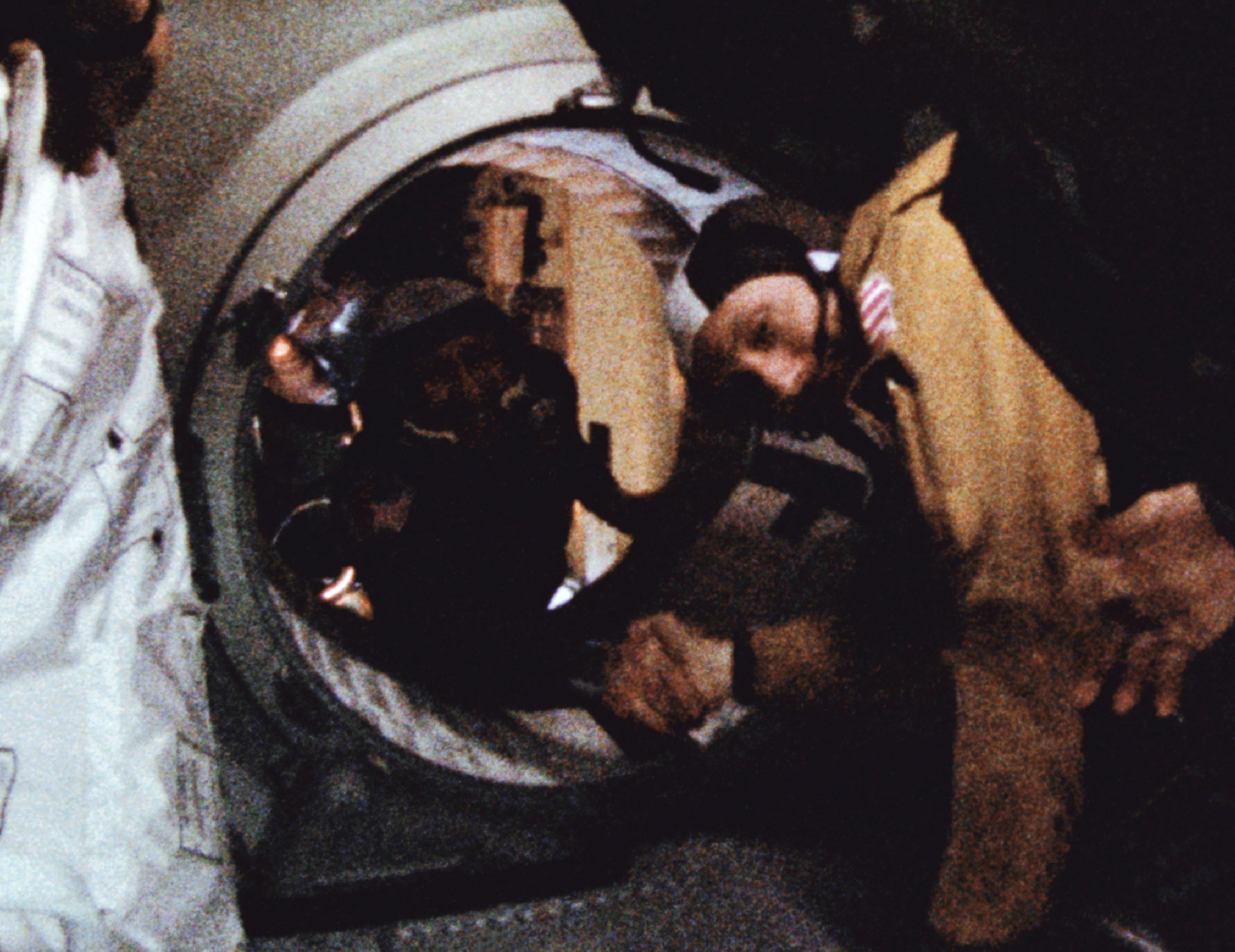
La històrica encaixada de mans entre Stafford i Leonov
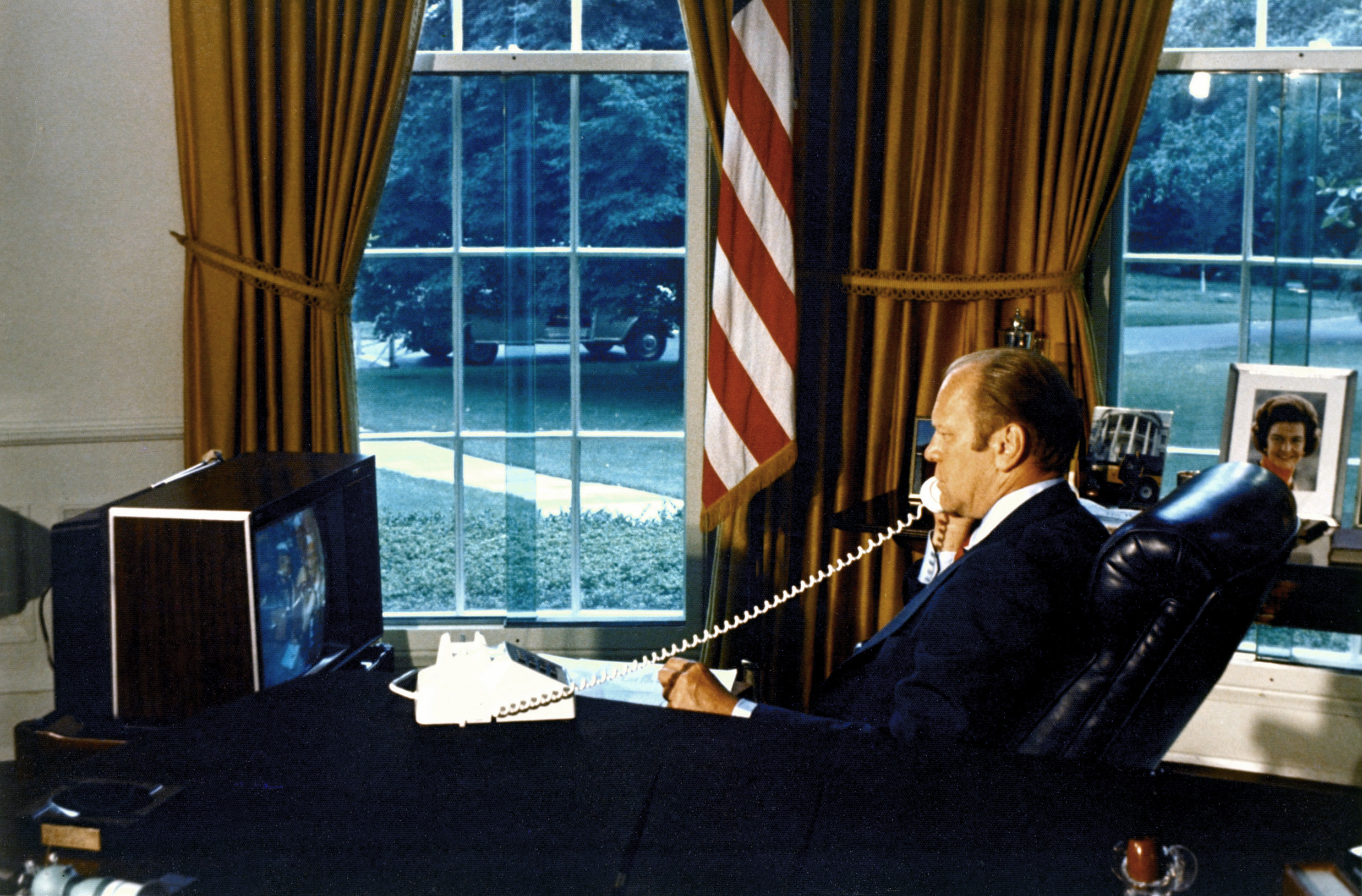
El president dels Estats Units Gerald Ford parla amb les tripulacions soviètica i nord-americana el 18 de juliol de 1975.
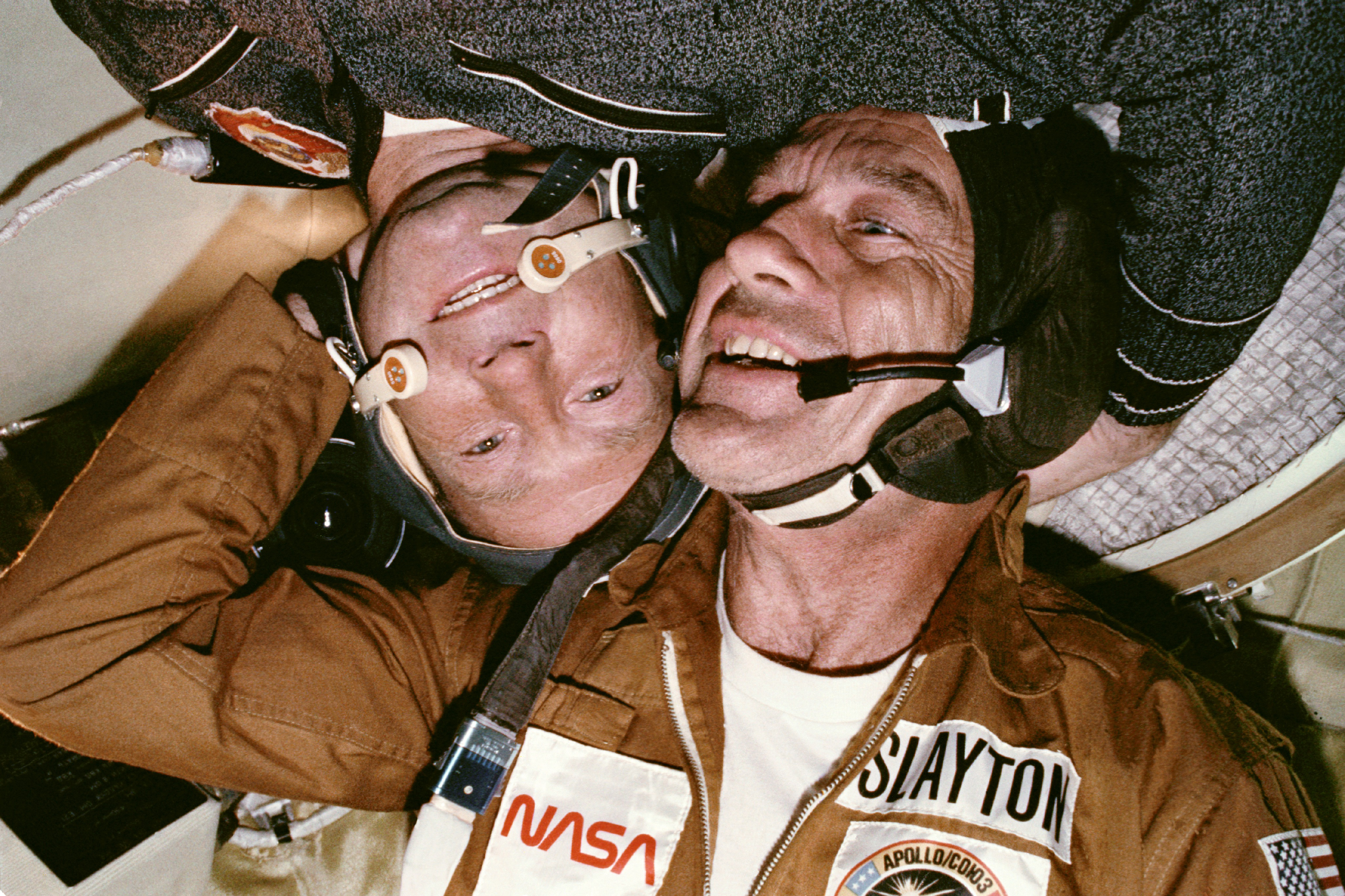
Deke Slayton (dreta) amb Leonov a la nau espacial Soiuz
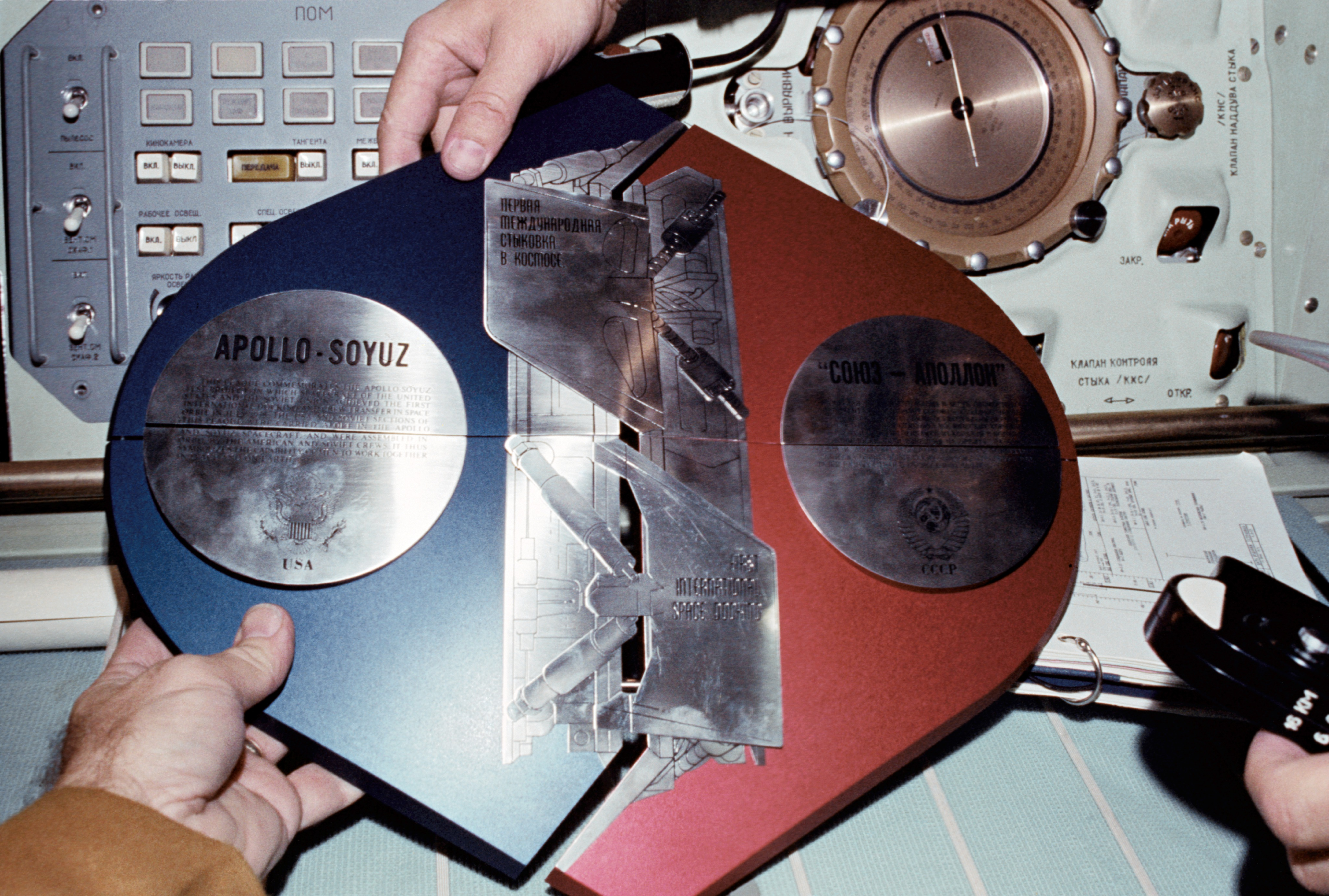
Els astronautes i cosmonautes van muntar aquesta placa commemorativa en òrbita com a símbol de la cooperació internacional.